# 雷悪地
雷 悪地（らい あくち、生没年不詳）は、五胡十六国時代の人物。新平郡を本貫とする羌族酋長である。

## 生涯
勇猛果敢にして知略を有していたという。元々は新平に割拠しており、羌族の大集団を束ねていた。
386年11月、前秦の皇族苻登が南安において皇帝に即位すると、387年1月には杏城に割拠する苻纂もまたこれに応じた。雷悪地もまた苻纂に呼応し、前秦に帰順した。
やがて征東将軍に任じられた。
389年12月、後秦君主姚萇は東門将軍任瓫・宗度に命じ、偽って苻登の下へ降伏の使者を派遣させ、苻登が安定へ到来すれば、これに呼応して安定の東門を開けると持ち掛けた。苻登はこれを信用して従おうとしたが、外で兵を率いていた雷悪地はこれを聞き、急ぎ馬を飛ばして苻登の下へ参内して「姚萇には計略が多く、人を御する事に長けております。必ずや奸変があるでしょう。願わくば深く詳思されます事を」と訴えたので、苻登は取りやめた。姚萇は雷悪地が苻登の陣営を詣でたと知り、諸将へ「この羌（雷悪地）は奸智に長けている。今、登（苻登）の下を詣でたという事は、事は成らぬであろうな」と嘆いたという。
後に苻登は姚萇が懸門（門に紐を吊るす事。苻登を吊るす準備）して待っていると聞き、大いに驚いた。そして側近へ「雷征東（征東将軍雷悪地）はなんと聖なるか！この公がいなければ、朕は恐らく豎子（青二才）に誤らされていたであろう」と述べ、雷悪地の見識を称えた。
ただその一方、かねてより苻登は雷悪地の人並み外れた勇略を警戒していた。その為、雷悪地は次第に災いを恐れるようになり、衆を伴って後秦に降伏した。姚萇は彼を迎え入れると、鎮軍将軍に任じた。
390年4月、前秦の鎮東将軍魏曷飛が衝天王を自称し、氐族・胡族を従えて後秦の安北将軍姚当成の守る杏城へ侵攻した。雷悪地はこれに呼応して後秦に背き、鎮東将軍姚漢得の守る李潤を攻めた。
雷悪地・魏曷飛は共に数万の衆を有し、氐人・胡人は相次いで彼らに帰順したという。
姚萇が討伐に赴こうとすると群臣はみな出征に反対したが、姚萇は「悪地（雷悪地）の智略は常人ならざるものがあり、もし南の曷飛（魏曷飛）を引き込み、東の董成（屠各種であり、当時北地に割拠していた）と結べば、甘言・美説でもって奸謀を成し遂げ、杏城・李潤を得てこれを拠点とし、遠近を控制して（魏曷飛・董成と）互いに羽翼となるであろう。そうなれば長安の東北は我の有する地では無くなってしまう」と答え、密かに精鋭1千600を率いて出撃した。魏曷飛は全軍を挙げてこれを迎え撃ったが、大敗を喫して1万余りの兵が打ち取られ、魏曷飛は戦死した。
これにより雷悪地は抗戦を諦め、再び後秦へ降伏を請うた。姚萇はこれを受け入れ、一切罪に問わずにこれまで通り待遇した。
これ以降、雷悪地はいつも他者へ「我は自らの智勇が一時の傑に足ると自負していた。諸雄を見渡しても我が徒も同然であり、一方に割拠して千里に号令すると、みな応じてきた。だが、姚翁（姚萇）に遇してからは、その智力の前にしきりに挫折させられた。故に我が分を悟ったのだ！」と語り、姚萇を称えたという。
雷悪地は勇猛・剛毅にして清正・厳明であると評判であり、義に非ざる事を善しとしなかった。その為、嶺北に割拠する諸々の豪族はみな彼を敬憚したという。
これ以降の動向は不明である。